# Listă de filme britanice dinainte de 1920
Aceasta este o listă de filme britanice dinainte de 1920:

## Lista
| 1888                                                                          |                                     |                                                              |                                        |                                                                                             |
| Scena din grădina Roundhay (Roundhay Garden Scene)                            | Louis Le Prince                     | Adolphe Le Prince, Sarah Whitley, Joseph Whitley             | Acțiune live                           | Cel mai vechi film cunoscut care a supraviețuit                                             |
| 1889                                                                          |                                     |                                                              |                                        |                                                                                             |
| Leisurely Pedestrians, Open Topped Buses and Hansom Cabs with Trotting Horses | William Friese-Greene               |                                                              | Acțiune live                           |                                                                                             |
| 1890                                                                          |                                     |                                                              |                                        |                                                                                             |
| London's Trafalgar Square                                                     | Wordsworth Donisthorpe              |                                                              | Live action                            | Doar 10 cadre, se consideră că niciodată nu a fost proiectat în public                      |
| 1895                                                                          |                                     |                                                              |                                        |                                                                                             |
| The Clown Barber                                                              | James Williamson                    |                                                              | Comedie                                |                                                                                             |
| The Derby                                                                     | Birt Acres                          |                                                              | Documentary                            | A silent film of that year's Derby                                                          |
| Opening of the Kiel Canal                                                     | Birt Acres                          |                                                              | Documentar                             |                                                                                             |
| The Oxford and Cambridge University Boat Race                                 | Birt Acres                          |                                                              | Documentary                            | A silent film of that year's race                                                           |
| Rough Sea at Dover                                                            | Birt Acres Robert W. Paul           |                                                              | Documentary                            |                                                                                             |
| 1896                                                                          |                                     |                                                              |                                        |                                                                                             |
| Breakers                                                                      |                                     |                                                              |                                        |                                                                                             |
| A Sea Cave Near Lisbon                                                        | R.W. Paul                           |                                                              | Documentary                            |                                                                                             |
| Rocky Shore                                                                   |                                     |                                                              |                                        |                                                                                             |
| A Soldier's Courtship                                                         | R.W. Paul                           |                                                              | Drama                                  |                                                                                             |
| Barnet Horse Fair                                                             | Robert W. Paul                      |                                                              | Documentary                            |                                                                                             |
| The Boxing Kangaroo                                                           | Birt Acres                          |                                                              | Documentary                            |                                                                                             |
| Boxing Match; or, Glove Contest                                               | Birt Acres                          |                                                              | Documentary                            |                                                                                             |
| 1897                                                                          |                                     |                                                              |                                        |                                                                                             |
| The Miller and the Sweep                                                      | G.A. Smith                          |                                                              |                                        |                                                                                             |
| Women Fetching Water from the Nile                                            | R.W. Paul                           |                                                              |                                        |                                                                                             |
| Weary Willie                                                                  |                                     |                                                              |                                        |                                                                                             |
| Tipsy-Topsy-Turvy                                                             |                                     |                                                              |                                        |                                                                                             |
| The Sign Writer                                                               |                                     |                                                              |                                        |                                                                                             |
| Nursing the Baby                                                              |                                     |                                                              |                                        |                                                                                             |
| Making Sausages                                                               |                                     |                                                              |                                        |                                                                                             |
| The Maid in the Garden                                                        |                                     |                                                              |                                        |                                                                                             |
| The Haunted Castle                                                            |                                     |                                                              |                                        |                                                                                             |
| Hanging Out the Clothes                                                       |                                     |                                                              |                                        |                                                                                             |
| Gymnastics - Indian Club Performer                                            |                                     |                                                              |                                        |                                                                                             |
| Comic Shaving                                                                 |                                     |                                                              |                                        |                                                                                             |
| Comic Face                                                                    |                                     |                                                              |                                        | aka Man Drinking (UK)                                                                       |
| Children Paddling at the Seaside                                              |                                     |                                                              |                                        |                                                                                             |
| The X-Rays                                                                    |                                     |                                                              |                                        |                                                                                             |
| 1898                                                                          |                                     |                                                              |                                        |                                                                                             |
| Come, Along Do!                                                               |                                     |                                                              |                                        |                                                                                             |
| Waves and Spray                                                               |                                     |                                                              |                                        |                                                                                             |
| The Runaway Knock                                                             |                                     |                                                              |                                        |                                                                                             |
| A Practical Joke                                                              |                                     |                                                              |                                        |                                                                                             |
| The Policeman, the Cook and the Copper                                        |                                     |                                                              |                                        |                                                                                             |
| Photographing a Ghost                                                         |                                     |                                                              |                                        |                                                                                             |
| The Miller and the Sweep                                                      |                                     |                                                              |                                        |                                                                                             |
| The Mesmerist                                                                 |                                     |                                                              |                                        |                                                                                             |
| The Lady Barber                                                               |                                     |                                                              |                                        |                                                                                             |
| Faust and Mephistopheles                                                      |                                     |                                                              |                                        |                                                                                             |
| The Corsican Brothers                                                         |                                     |                                                              |                                        |                                                                                             |
| Cinderella                                                                    |                                     |                                                              |                                        |                                                                                             |
| Animated Clown Portrait                                                       |                                     |                                                              |                                        |                                                                                             |
| Ally Sloper                                                                   |                                     |                                                              |                                        |                                                                                             |
| 1899                                                                          |                                     |                                                              |                                        |                                                                                             |
| Major Wilson's Last Stand                                                     |                                     |                                                              | War                                    | Studio: Levi, Jones & Company. Based on the historical events of the Shangani Patrol (1893) |
| The Visit of Santa Claus                                                      |                                     |                                                              |                                        |                                                                                             |
| The Legacy                                                                    |                                     |                                                              |                                        |                                                                                             |
| The Kiss in the Tunnel                                                        | George Albert Smith                 |                                                              |                                        |                                                                                             |
| A Good Joke                                                                   |                                     |                                                              |                                        |                                                                                             |
| Aladdin and the Wonderful Lamp                                                |                                     |                                                              |                                        |                                                                                             |
| 1900                                                                          |                                     |                                                              |                                        |                                                                                             |
| As Seen Through a Telescope                                                   | George Albert Smith                 |                                                              | Short                                  |                                                                                             |
| The Beggar's Deceit                                                           | Cecil Hepworth                      |                                                              |                                        |                                                                                             |
| Explosion of a Motor Car                                                      | Cecil Hepworth                      |                                                              |                                        |                                                                                             |
| Grandma's Reading Glass                                                       | George Albert Smith                 | none                                                         | Drama                                  | One minute film                                                                             |
| A Railway Collision                                                           | Walter R. Booth                     | none                                                         | Drama                                  | 22 secs film                                                                                |
| 1901                                                                          |                                     |                                                              |                                        |                                                                                             |
| Scrooge; or, Marley's Ghost                                                   | Walter R. Booth                     | none                                                         | Short                                  | 11 minutes long (5 minutes surviving)                                                       |
| The Death of Poor Joe                                                         | George Albert Smith                 |                                                              |                                        |                                                                                             |
| 1903                                                                          |                                     |                                                              |                                        |                                                                                             |
| A Daring Daylight Burglary                                                    | Frank Mottershaw                    |                                                              |                                        |                                                                                             |
| Alice in Wonderland                                                           | Cecil Hepworth                      | May Clark                                                    |                                        | 8 minutes long                                                                              |
| Desperate Poaching Affray                                                     | William Haggar                      | Will Haggar Jr.                                              | Chase                                  | 3 minutes long                                                                              |
| Mary Jane's Mishap                                                            | George Albert Smith                 |                                                              |                                        |                                                                                             |
| Sick Kitten                                                                   | George Albert Smith                 |                                                              |                                        |                                                                                             |
| 1905                                                                          |                                     |                                                              |                                        |                                                                                             |
| Baby's Toilet                                                                 | Cecil Hepworth                      |                                                              | Documentary                            | 3 minutes long                                                                              |
| Rescued by Rover                                                              | Cecil Hepworth                      | Mabel Clark, Sebastian Smith                                 | Drama                                  | 6 minutes long                                                                              |
| 1906                                                                          |                                     |                                                              |                                        |                                                                                             |
| Flying the Foam and Some Fancy Diving                                         | James Williamson                    | James Williamson                                             | short comedy                           |                                                                                             |
| The '?' Motorist                                                              | Walter R. Booth                     |                                                              | short comedy                           |                                                                                             |
| 1907                                                                          |                                     |                                                              |                                        |                                                                                             |
| Ben Hur                                                                       | Sidney Olcott                       | Herman Rottger, William S. Hart                              | Historical                             | 15 minutes long                                                                             |
| The Sleigh Belle                                                              | Sidney Olcott                       |                                                              |                                        |                                                                                             |
| 1908                                                                          |                                     |                                                              |                                        |                                                                                             |
| A Visit to the Seaside                                                        | George Albert Smith                 |                                                              |                                        |                                                                                             |
| 1909                                                                          |                                     |                                                              |                                        |                                                                                             |
| The Airship Destroyer                                                         | Walter R. Booth                     |                                                              | Science fiction                        |                                                                                             |
| 1910                                                                          |                                     |                                                              |                                        |                                                                                             |
| The Blue Bird                                                                 | Unknown                             | Pauline Gilmer, Olive Walter                                 | Comedy                                 |                                                                                             |
| 1911                                                                          |                                     |                                                              |                                        |                                                                                             |
| Aerial Anarchists                                                             | Walter Booth                        |                                                              | Science fiction                        |                                                                                             |
| A Primitive Man's Career to Civilization                                      | Cherry Kearton                      |                                                              | Drama                                  |                                                                                             |
| Princess Clementina                                                           | William G.B. Barker                 | H.B. Irving, Alice Young, Dorothea Baird                     | Adventure                              |                                                                                             |
| 1912                                                                          |                                     |                                                              |                                        |                                                                                             |
| With Our King and Queen Through India                                         |                                     |                                                              | Documentary                            |                                                                                             |
| 1913                                                                          |                                     |                                                              |                                        |                                                                                             |
| Hamlet                                                                        | Hay Plumb                           | Johnston Forbes-Robertson, Gertrude Elliot                   | Drama                                  |                                                                                             |
| The House of Temperley                                                        | Harold M. Shaw                      | Charles Maude, Ben Webster                                   | Drama                                  |                                                                                             |
| Maria Marten, or the Mystery of the Red Barn                                  | Maurice Elvey                       | Elizabeth Risdon                                             | Drama                                  |                                                                                             |
| Popsy Wopsy                                                                   | Maurice Elvey                       | Fred Groves                                                  |                                        | [ 1 ]                                                                                       |
| 1914                                                                          |                                     |                                                              |                                        |                                                                                             |
| Eugene Aram                                                                   | Edwin J. Collins                    | Jack Leigh, Mary Manners                                     | Drama                                  |                                                                                             |
| Her Luck in London                                                            | Maurice Elvey                       | A.V. Bramble, Fred Groves                                    | Drama                                  |                                                                                             |
| The Idol of Paris                                                             | Maurice Elvey                       | Elisabeth Risdon, Fred Groves                                | Drama                                  |                                                                                             |
| The Life of Shakespeare                                                       | Frank R. Growcott, J.B. McDowell    | Albert Ward, George Foley                                    | Biopic                                 |                                                                                             |
| Lights of London                                                              | Bert Haldane                        | Arthur Chesney, Fred Paul                                    | Drama                                  |                                                                                             |
| The Loss of the Birkenhead                                                    | Maurice Elvey                       | Elisabeth Risdon, Fred Groves                                | Historical                             |                                                                                             |
| The Old Curiosity Shop                                                        | Thomas Bentley                      | Mai Deacon, Alma Taylor                                      | Drama                                  |                                                                                             |
| She Stoops to Conquer                                                         | George Loane Tucker                 | Henry Ainley, Jane Gail                                      | Comedy                                 | Based on the play by Oliver Goldsmith                                                       |
| A Study in Scarlet                                                            | George Pearson                      | James Bragington, Fred Paul                                  | Drama                                  | First film to feature Sherlock Holmes                                                       |
| The Suicide Club                                                              | Maurice Elvey                       | Montagu Love, Elisabeth Risdon                               | Drama                                  |                                                                                             |
| 1915                                                                          |                                     |                                                              |                                        |                                                                                             |
| The Baby on the Barge                                                         | Cecil Hepworth                      | Alma Taylor, Stewart Rome                                    | Drama                                  |                                                                                             |
| Barnaby Rudge                                                                 | Thomas Bentley                      | Tom Powers, Stewart Rome                                     | Drama                                  | Based on Barnaby Rudge by Charles Dickens                                                   |
| The Christian                                                                 | George Loane Tucker                 | Derwent Hall Caine, Elisabeth Risdon                         | Drama                                  | Adaptation of the novel and play by Hall Caine                                              |
| Charity Ann                                                                   | Maurice Elvey                       | Elisabeth Risdon, Fred Groves                                | Drama                                  |                                                                                             |
| Far from the Madding Crowd                                                    | Laurence Trimble                    | Florence Turner, Henry Edwards, Malcolm Cherry               | Drama                                  |                                                                                             |
| Fight for the Dardanelles                                                     | Percy F. Smith                      |                                                              | World War I documentary                |                                                                                             |
| Fine Feathers                                                                 | Maurice Elvey                       | Elisabeth Risdon, Fred Groves                                | Drama                                  |                                                                                             |
| Florence Nightingale                                                          | Maurice Elvey                       | Elisabeth Risdon, Fred Groves                                | Biopic                                 |                                                                                             |
| From Shopgirl to Duchess                                                      | Maurice Elvey                       | A.V. Bramble, Pauline Peters                                 | Drama                                  |                                                                                             |
| The Heart of Sister Ann                                                       | Harold M. Shaw                      | Edna Flugrath, Hayford Hobbs                                 | Drama                                  |                                                                                             |
| Her Nameless Child                                                            | Maurice Elvey                       | A.V. Bramble, Fred Groves                                    | Drama                                  |                                                                                             |
| Home                                                                          | Maurice Elvey                       | Elisabeth Risdon, Fred Groves                                | Drama                                  |                                                                                             |
| Honeymoon for Three                                                           | Maurice Elvey                       | Charles Hawtrey, Elisabeth Risdon                            | Comedy                                 |                                                                                             |
| Jane Shore                                                                    | Bert Haldane, F. Martin Thornton    | Blanche Forsythe, Roy Travers                                | Historical                             |                                                                                             |
| John Halifax, Gentleman                                                       | George Pearson                      | Fred Paul, Peggy Hyland                                      | Drama                                  |                                                                                             |
| Love in a Wood                                                                | Maurice Elvey                       | Gerald Ames, Vera Cuningham                                  | Comedy                                 |                                                                                             |
| Rupert of Hentzau                                                             | George Loane Tucker                 | Henry Ainley, Jane Gail                                      | Adventure                              |                                                                                             |
| A Will of Her Own                                                             | Maurice Elvey                       | Elisabeth Risdon, Fred Groves                                | Drama                                  |                                                                                             |
| 1916                                                                          |                                     |                                                              |                                        |                                                                                             |
| Annie Laurie                                                                  | Cecil Hepworth                      | Alma Taylor, Stewart Rome                                    | Romance                                |                                                                                             |
| The Battle of the Somme                                                       | Geoffrey Malins John McDowell       |                                                              | First World War Documentary/Propaganda |                                                                                             |
| Beau Brocade                                                                  | Thomas Bentley                      | Mercy Hatton, Charles Rock                                   | Adventure/Drama                        | Based on a novel by Baroness Orczy                                                          |
| Disraeli                                                                      | Charles Calvert Percy Nash          | Dennis Eadie, Mary Jerrold                                   | Biopic                                 | Based on a play by Louis N. Parker                                                          |
| Driven                                                                        | Maurice Elvey                       | Elisabeth Risdon, Fred Groves                                | Drama                                  |                                                                                             |
| East Is East                                                                  | Henry Edwards                       | Florence Turner, Henry Edwards                               | Drama                                  |                                                                                             |
| The Grand Babylon Hotel                                                       | Frank Wilson                        | Fred Wright, Marguerite Blanche                              | Thriller                               |                                                                                             |
| Her Greatest Performance                                                      | Fred Paul                           | Edith Craig, Ellen Terry                                     | Crime                                  |                                                                                             |
| It's Always the Woman                                                         | Wilfred Noy                         | Hayden Coffin, Daisy Burrell                                 | Drama                                  |                                                                                             |
| Just a Girl                                                                   | Alexander Butler                    | Daisy Burrell, Owen Nares, Minna Grey                        | Romance                                | Based on a novel by Charles Garvice                                                         |
| Kent, the Fighting Man                                                        | A.E. Coleby                         | Billy Wells, Hetty Payne                                     | Sport                                  |                                                                                             |
| The King's Daughter                                                           | Maurice Elvey                       | Gerald Ames, Janet Ross                                      | Historical                             |                                                                                             |
| The Lyons Mail                                                                | Fred Paul                           | Harry Irving, Nancy Price                                    | Drama                                  | Based on the play The Courier of Lyons by Charles Reade                                     |
| The Marriage of William Ashe                                                  | Cecil M. Hepworth                   | Henry Ainley, Alma Taylor                                    | Drama                                  | [ 2 ]                                                                                       |
| Meg the Lady                                                                  | Maurice Elvey                       | Elisabeth Risdon, Fred Groves                                | Crime                                  |                                                                                             |
| The Merchant of Venice                                                        | Walter West                         | Hutin Britton, Matheson Lang                                 | Drama                                  |                                                                                             |
| Milestones                                                                    | Thomas Bentley                      | Isobel Elsom, Owen Nares                                     | Drama                                  |                                                                                             |
| Mother Love                                                                   | Maurice Elvey                       | Elisabeth Risdon, Fred Groves                                | Drama                                  |                                                                                             |
| The Naughty Otter                                                             | Charles Urban                       |                                                              | Animal comedy                          |                                                                                             |
| The Real Thing at Last                                                        | L.C. MacBean                        | Edmund Gwenn, Nelson Keys, Godfrey Tearle                    | Comedy                                 |                                                                                             |
| Sally in Our Alley                                                            | Laurence Trimble                    | Hilda Trevelyan, Reginald Owen                               | Romance                                | [ 3 ]                                                                                       |
| Sir James Mortimer's Wager                                                    | Leslie Seldon-Truss                 | Godfrey Tearle, Peggy Hyland                                 | Romance                                | [ 4 ]                                                                                       |
| Tom Brown's Schooldays                                                        | Rex Wilson                          | Joyce Templeton, Jack Coleman                                | Drama                                  |                                                                                             |
| Ultus and the Grey Lady                                                       | George Pearson                      | Frank Dane, Mary Dibley                                      | Crime drama                            | [ 5 ]                                                                                       |
| The Valley of Fear                                                            | Alexander Butler                    | H. A. Saintsbury, Arthur Cullin, Daisy Burrell, Booth Conway | Detective drama                        | Sherlock Holmes mystery based on a story by Conan Doyle                                     |
| Vice Versa                                                                    | Maurice Elvey                       | Charles Rock, Douglas Munro                                  | Fantasy                                |                                                                                             |
| A Welsh Singer                                                                | Henry Edwards                       | Henry Edwards, Florence Turner                               | Drama                                  |                                                                                             |
| When Knights Were Bold                                                        | Maurice Elvey                       | Gerald Ames, Marjorie Day                                    | Comedy                                 |                                                                                             |
| 1917                                                                          |                                     |                                                              |                                        |                                                                                             |
| Auld Lang Syne                                                                | Sidney Morgan                       | Violet Graham, Henry Baynton                                 | Crime                                  |                                                                                             |
| A Bid for Fortune                                                             | Sidney Morgan                       | A. Harding Steerman, Violet Graham                           | Crime                                  |                                                                                             |
| The Cost of a Kiss                                                            | Adrian Brunel                       | Bertram Wallis, Marjorie Day                                 | Drama                                  |                                                                                             |
| Daddy                                                                         | Thomas Bentley                      | Langhorn Burton, William Lugg                                | Drama                                  |                                                                                             |
| Derelicts                                                                     | Sidney Morgan                       | Violet Graham, Julian Royce                                  | Drama                                  |                                                                                             |
| Dombey and Son                                                                | Maurice Elvey                       | Norman McKinnel, Lilian Braithwaite, Hayford Hobbs           | Drama                                  |                                                                                             |
| Drink                                                                         | Sidney Morgan                       | Fred Groves, Irene Browne                                    | Drama                                  |                                                                                             |
| Everybody's Business                                                          | Ralph Dewsbury                      | Norman McKinnel, Gerald du Maurier                           | Drama                                  |                                                                                             |
| Flames                                                                        | Maurice Elvey                       | Margaret Bannerman, Owen Nares                               | Drama                                  |                                                                                             |
| For All Eternity                                                              | Arthur Rooke, A.E. Coleby           | Janet Alexander, Malvina Longfellow                          | Crime                                  |                                                                                             |
| The Gay Lord Quex                                                             | Maurice Elvey                       | Ben Webster, Irene Vanbrugh                                  | Comedy                                 |                                                                                             |
| The Grit of a Jew                                                             | Maurice Elvey                       | Augustus Yorke, Manora Thew                                  | Drama                                  |                                                                                             |
| Holy Orders                                                                   | Arthur Rooke, A.E. Coleby           | Malvina Longfellow, Maud Yates                               | Romance                                |                                                                                             |
| The House Opposite                                                            | Walter West, Frank Wilson           | Matheson Lang, Violet Hopson                                 | Drama                                  |                                                                                             |
| Justice                                                                       | Maurice Elvey                       | Gerald du Maurier, Hilda Moore                               | Crime                                  |                                                                                             |
| The Labour Leader                                                             | Thomas Bentley                      | Fred Groves, Fay Compton                                     | Drama                                  |                                                                                             |
| Little Women                                                                  | Alexander Butler                    | Daisy Burrell, Minna Grey                                    | Drama                                  |                                                                                             |
| The Live Wire                                                                 | George Dewhurst                     | Ronald Colman, Phyllis Titmuss                               | Comedy                                 |                                                                                             |
| Mary Girl                                                                     | Maurice Elvey                       | Norman McKinnel, Jessie Winter                               | Drama                                  |                                                                                             |
| Masks and Faces                                                               | Fred Paul                           | Irene Vanbrugh, Gerald du Maurier                            | Biopic                                 |                                                                                             |
| A Pit Boy's Romance                                                           | Arthur Rooke, A.E. Coleby           | Jimmy Wilde, Tommy Noble                                     | Drama                                  |                                                                                             |
| The Princess of Happy Chance                                                  | Maurice Elvey                       | Elisabeth Risdon, Gerald Ames                                | Romance                                |                                                                                             |
| The Ragged Messenger                                                          | Frank Wilson                        | Violet Hopson, Gerald Ames                                   | Drama                                  |                                                                                             |
| Smith                                                                         | Maurice Elvey                       | Elisabeth Risdon, Fred Groves                                | Romance                                |                                                                                             |
| The Village Blacksmith                                                        | Arthur Rooke, A.E. Coleby           | Janet Alexander, Arthur Rooke                                | Drama                                  |                                                                                             |
| The Woman Who Was Nothing                                                     | Maurice Elvey                       | Lilian Braithwaite, Madge Titheradge                         | Crime                                  |                                                                                             |
| 1918                                                                          |                                     |                                                              |                                        |                                                                                             |
| Adam Bede                                                                     | Maurice Elvey                       | Bransby Williams, Ivy Close                                  | Drama                                  | Adapted from the novel by George Eliot                                                      |
| Consequences                                                                  | Arthur Rooke                        | Gordon Craig, Joyce Templeton                                | Comedy                                 |                                                                                             |
| The Divine Gift                                                               | Thomas Bentley                      | Joyce Dearsley, Henrietta Watson                             | Drama                                  |                                                                                             |
| God and the Man                                                               | Edwin J. Collins                    | Langhorn Burton, Joyce Carey                                 | Drama                                  |                                                                                             |
| Goodbye                                                                       | Maurice Elvey                       | Margaret Bannerman, Donald Calthrop                          | Drama                                  |                                                                                             |
| The Greatest Wish in the World                                                | Maurice Elvey                       | Bransby Williams, Mary Odette                                | Romance                                |                                                                                             |
| Hindle Wakes                                                                  | Maurice Elvey                       | Colette O'Niel, Hayford Hobbs                                | Drama                                  |                                                                                             |
| The Kiddies in the Ruins                                                      | George Pearson                      | Emmy Lynn, Hugh E. Wright                                    | War                                    |                                                                                             |
| The Life Story of David Lloyd George                                          | Maurice Elvey                       | Norman Page, Alma Reville                                    | Biopic                                 |                                                                                             |
| Nelson                                                                        | Maurice Elvey                       | Donald Calthrop, Malvina Longfellow                          | Biopic                                 |                                                                                             |
| Once Upon a Time                                                              | Thomas Bentley                      | Lauri de Frece, Manora Thew                                  | Romance                                |                                                                                             |
| The Passing of the Third Floor Back                                           | Herbert Brenon                      | Johnston Forbes-Robertson, Molly Pearson                     | Drama                                  |                                                                                             |
| A Peep Behind the Scenes                                                      | Kenelm Foss, Geoffrey H. Malins     | Ivy Close, Gerald Ames                                       | Drama                                  |                                                                                             |
| Red Pottage                                                                   | Meyrick Milton                      | C. Aubrey Smith, Mary Dibley and Gerald Ames                 | Drama                                  |                                                                                             |
| Rock of Ages                                                                  | Bertram Phillips                    | Queenie Thomas, Leslie George                                | Drama                                  |                                                                                             |
| Thelma                                                                        | Arthur Rooke                        | Malvina Longfellow, Maud Yayes                               | Drama                                  |                                                                                             |
| Victory and Peace                                                             | Herbert Brenon                      | Matheson Lang, Marie Lohr                                    | War                                    |                                                                                             |
| 1919                                                                          |                                     |                                                              |                                        |                                                                                             |
| 12.10                                                                         | Herbert Brenon                      | Marie Doro, Ben Webster                                      | Thriller                               |                                                                                             |
| Angel Esquire                                                                 | W.P. Kellino                        | Aurelio Sidney, Gertrude McCoy                               | Crime                                  |                                                                                             |
| The Artistic Temperament                                                      | Fred Goodwins                       | Louis Willoughby, Margot Kelly                               | Romance                                |                                                                                             |
| The Beetle                                                                    | Alexander Butler                    | Maudie Dunham, Fred Morgan                                   | Horror                                 |                                                                                             |
| City of Beautiful Nonsense                                                    | Henry Edwards                       | Chrissie White, Henry Edwards                                | Drama                                  |                                                                                             |
| Comradeship                                                                   | Maurice Elvey                       | Gerald Ames, Lily Elsie, Guy Newall                          | Drama                                  |                                                                                             |
| Damaged Goods                                                                 | Alexander Butler                    | Campbell Gullan, Marjorie Day                                | Drama                                  |                                                                                             |
| A Daughter of Eve                                                             | Walter West                         | Violet Hopson, Stewart Rome                                  | Crime                                  |                                                                                             |
| The Double Life of Mr. Alfred Burton                                          | Arthur Rooke                        | Kenelm Foss, Ivy Duke                                        | Comedy                                 |                                                                                             |
| The Elusive Pimpernel                                                         | Maurice Elvey                       | Cecil Humphreys, Marie Blanche                               | Adventure                              |                                                                                             |
| Fancy Dress                                                                   | Kenelm Foss                         | Godfrey Tearle, Ivy Duke                                     | Comedy                                 |                                                                                             |
| The First Men in the Moon                                                     | Bruce Gordon J.L.V. Leigh           | Bruce Gordon, Heather Thatcher                               | Sci Fi/Fantasy                         |                                                                                             |
| The Forest on the Hill                                                        | Cecil Hepworth                      | Alma Taylor, James Carew                                     | Crime                                  |                                                                                             |
| The Garden of Resurrection                                                    | Arthur Rooke                        | Guy Newall, Ivy Duke                                         | Drama                                  |                                                                                             |
| God's Clay                                                                    | Arthur Rooke                        | Janet Alexander, Humberston Wright                           | Drama                                  |                                                                                             |
| God's Good Man                                                                | Maurice Elvey                       | Basil Gill, Peggy Carlisle                                   | Drama                                  |                                                                                             |
| A Great Coup                                                                  | George Dewhurst, Walter West        | Stewart Rome, Poppy Wyndham                                  | Sports                                 |                                                                                             |
| The Green Terror                                                              | W.P. Kellino                        | Aurelio Sidney, Heather Thatcher                             | Crime                                  |                                                                                             |
| Heart and Soul                                                                | A.V. Bramble                        | George Keene, Constance Worth                                | Crime                                  |                                                                                             |
| Her Heritage                                                                  | Bannister Merwin                    | Jack Buchanan, Phyllis Monkman                               | Crime                                  |                                                                                             |
| I Will                                                                        | Kenelm Foss, Hubert Herrick         | Guy Newall, Ivy Duke                                         | Comedy                                 |                                                                                             |
| Keeper of the Door                                                            | Maurice Elvey                       | Basil Gill, Peggy Carlisle                                   | Drama                                  |                                                                                             |
| The Kinsman                                                                   | Henry Edwards                       | James Carew, Henry Edwards                                   | Comedy                                 |                                                                                             |
| The Lackey and the Lady                                                       | Thomas Bentley                      | Leslie Howard, A.E. Matthews                                 | Drama                                  |                                                                                             |
| Linked by Fate                                                                | Albert Ward                         | Isobel Elsom, Malcolm Cherry                                 | Drama                                  |                                                                                             |
| A Little Bit of Fluff                                                         | Kenelm Foss                         | Ernest Thesiger, Dorothy Minto                               | Comedy                                 |                                                                                             |
| The March Hare                                                                | Frank Miller                        | Godfrey Tearle, Ivy Duke                                     | Comedy                                 |                                                                                             |
| A Member of Tattersall's                                                      | Albert Ward                         | Isobel Elsom, Malcolm Cherry                                 | Sports                                 |                                                                                             |
| Midnight Gambols                                                              | James C. McKay                      | Marie Doro, Godfrey Tearle                                   | Drama                                  |                                                                                             |
| Mrs. Thompson                                                                 | Rex Wilson                          | Minna Grey, C.M. Hallard                                     | Drama                                  |                                                                                             |
| Mr. Wu                                                                        | Maurice Elvey                       | Matheson Lang, Roy Royston, Lillah McCarthy, Meggie Albanesi | Drama                                  |                                                                                             |
| Nobody's Child                                                                | George Edwardes-Hall                | Jose Collins, Godfrey Tearle                                 | Drama                                  |                                                                                             |
| The Odds Against Her                                                          | Alexander Butler                    | Milton Rosmer, Edna Dormeuil                                 | Drama                                  |                                                                                             |
| Onward Christian Soldiers                                                     | Rex Wilson                          | Isobel Elsom, Owen Nares                                     | Romance                                |                                                                                             |
| Possession                                                                    | Henry Edwards                       | Henry Edwards, Chrissie White                                | Romance                                |                                                                                             |
| Queen's Evidence                                                              | James MacKay                        | Godfrey Tearle, Unity More                                   | Adventure                              |                                                                                             |
| Quinneys                                                                      | Rex Wilson                          | Henry Ainley, Isobel Elsom                                   | Romance                                |                                                                                             |
| The Right Element                                                             | Rex Wilson                          | Campbell Gullan, Miriam Ferris                               | Drama                                  |                                                                                             |
| The Rocks of Valpre                                                           | Maurice Elvey                       | Basil Gill, Peggy Carlisle                                   |                                        |                                                                                             |
| The Secret of the Moor                                                        | Louis Willoughby                    | Gwen Williams, Philip Hewland                                | Drama                                  |                                                                                             |
| Shackleton's Expedition to the Antarctic                                      |                                     |                                                              | Documentary                            |                                                                                             |
| The Silver Greyhound                                                          | Bannister Merwin                    | James Knight, Marjorie Villis                                | Crime                                  |                                                                                             |
| The Single Man                                                                | A.V. Bramble                        | Cecil Mannering, Doris Lytton                                | Drama                                  |                                                                                             |
| A Smart Set                                                                   | A.V. Bramble                        | Concordia Merrill, Neville Percy                             | Crime                                  |                                                                                             |
| The Starting Point                                                            | Edwin J. Collins                    | Constance Worth, Evan Thomas                                 | Drama                                  |                                                                                             |
| Wisp o' the Woods                                                             | Cecil M. Hepworth, Louis Willoughby | Constance Worth, Evan Thomas                                 | Romance                                |                                                                                             |